# Istenszülő elszenderedése fatemplom (Élesdszurdok)
Az élesdszurdoki Istenszülő elszenderedése fatemplom műemlékké nyilvánított épület Romániában, Bihar megyében. A romániai műemlékek jegyzékében a  BH-II-m-B-01207 sorszámon szerepel.